# NGC 6426
NGC 6426 је збијено звездано јато у сазвежђу Змијоноша које се налази на NGC листи објеката дубоког неба.
Деклинација објекта је + 3° 10' 15" а ректасцензија 17h 44m 54,7s. Привидна величина (магнитуда) објекта NGC 6426 износи 10,9. NGC 6426 је још познат и под ознакама GCL 76.